# 2588 Flavia
2588 Flavia eller 1981 VQ är en asteroid i huvudbältet som upptäcktes den 2 november 1981 av den amerikanske astronomen Brian A. Skiff vid Anderson Mesa Station. Den har fått sitt namn efter det romerska släktnamnet Flavius.
Asteroiden har en diameter på ungefär 6 kilometer.